# 屋形稔
屋形 稔（やかた みのる、1925年2月21日 - 2015年11月24日）は、日本の医学者、医師。新潟大学名誉教授。専門は、検査診断学。

## 略歴
- 1925年 福島県矢吹町に生まれる。
- 1943年 福島県立白河中学校（現福島県立白河高等学校）卒業。
- 1948年 新潟医科大学（現新潟大学医学部）卒業。
- 1970年 新潟大学医学部教授。
- 1990年 - 新潟大学名誉教授、昭和大学客員教授。
- 2004年 瑞宝中綬章を受章する[1]。
- 2015年 死去。

## 著書
- 「医と心の断章」（北都書房）
- 「医学徒の光陰」（北都書房）
- 「行きかふ年」（宇宙堂八木書店）
- 「心を友と」（宇宙堂八木書店）
- 「ひとふたり」（宇宙堂八木書店）
- 「風と光と旅と」（近代文芸社）
- 「あけくれの夢」（近代文芸社）
- 「残り雪」（近代文芸社）